# Vjetrenica-Höhle
Die Vjetrenica-Höhle (bosnisch/kroatisch/serbisch: Vjetrenica, was so viel wie „Windhöhle“ bedeutet) ist eine Karsthöhle in der Nähe von Ravno in Bosnien und Herzegowina. Sie ist bekannt für ihre reiche Höhlenfauna und ihre archäologischen Funde.

## Geografie
Die Vjetrenica-Höhle liegt im südlichen Dinarischen Karstgebiet, einem Gebirgszug, der sich von Popovo Polje bis zur Adria erstreckt. Der Eingang der Höhle befindet sich etwa 300 Meter östlich des Dorfes Zavala. Die Höhle selbst ist mit einer Länge von 7.324 Metern eine der längsten Höhlen in Bosnien und Herzegowina. Sie besteht aus verschiedenen Ebenen, Wasserläufen und Kammern, darunter der Große See (Veliko Jezero), ein unterirdischer See von etwa 180 Metern Länge.

## Biodiversität

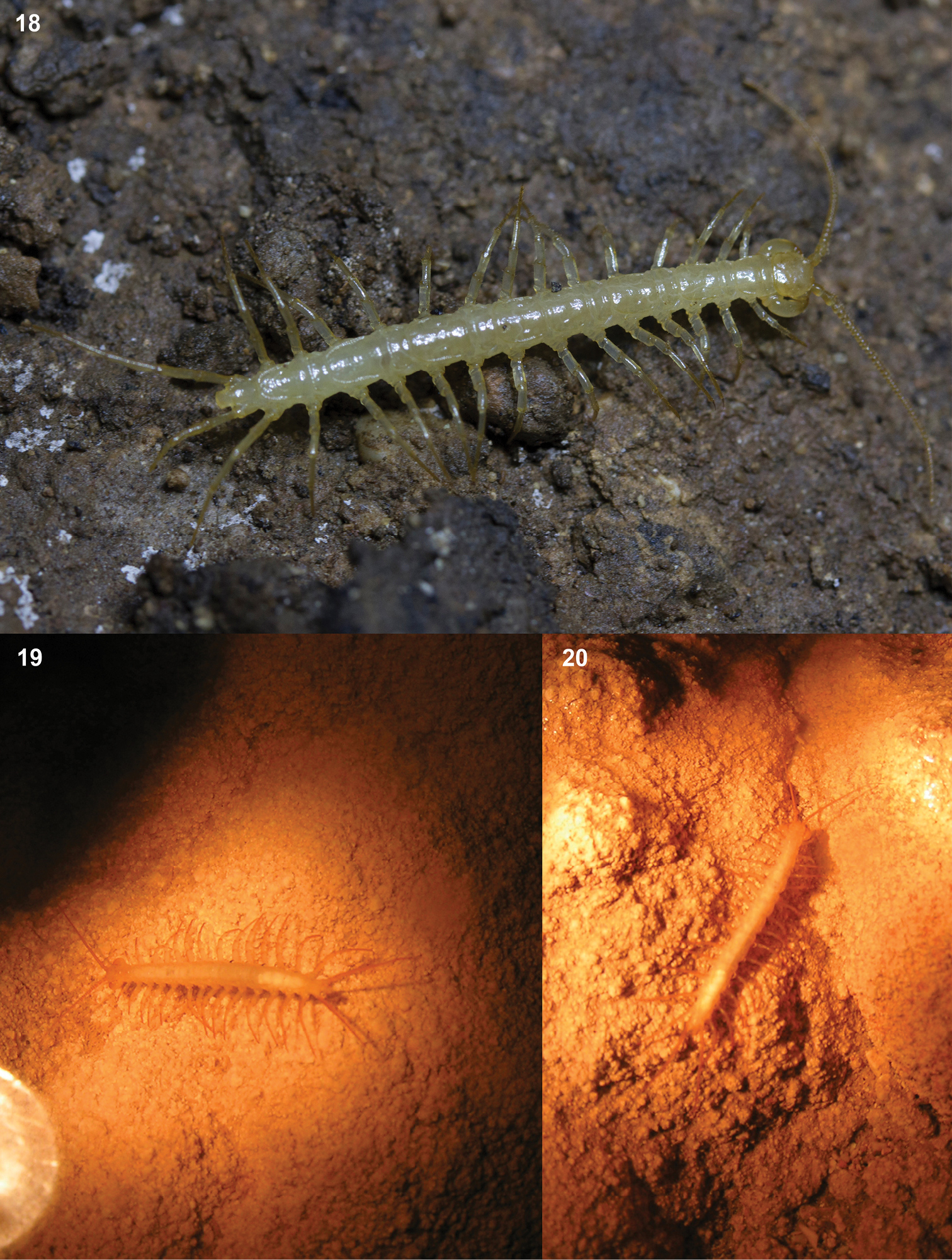
Lithobius cf. matulici (Steinläufer)-Exemplar von ca. 25 mm Länge

Die Vjetrenica-Höhle ist für ihre außergewöhnliche Artenvielfalt bekannt. Bisher wurden 231 verschiedene Taxa in der Höhle registriert, darunter 96 Arten, die ausschließlich in Höhlen leben (Troglobionten und Stygobionten). Mehr als die Hälfte dieser Arten sind im Popovo Polje endemisch, einige kommen sogar nur in der Vjetrenica-Höhle vor. Zu den in der Höhle gefundenen Tiergruppen gehören Krebstiere (36 Arten), Schnecken (11 Arten), Insekten (11 Arten), Spinnentiere (9 Arten) und Tausendfüßler (8 Arten). Die Höhle ist der Typusfundort für 28 verschiedene Taxa.
Bemerkenswerte Arten in der Vjetrenica-Höhle sind die endemische Schneckenart Narentiana vjetrenicae (Zavalka), die endemische Krebstierart Troglomysis vjetrenicensis, die endemische Käferart Nauticiella stygivaga, der weltweit einzige unterirdische Röhrenwurm Marifugia cavatica und neun verschiedene Arten der Gattung Niphargus (Amphipoden).

## Archäologie und Paläontologie
Die Vjetrenica-Höhle ist nicht nur für ihre lebende Fauna, sondern auch für ihre Fossilien und archäologischen Funde von Bedeutung. In der Höhle wurden gut erhaltene Skelette eines Leoparden und eines Höhlenbären gefunden, die auf ein Alter von 29.000 bis 37.000 Jahren datiert wurden. Darüber hinaus gibt es Hinweise auf eine frühe menschliche Nutzung der Höhle.

## Schutzstatus
Die Vjetrenica-Höhle und ihre Umgebung sind als geschützte Landschaft Vjetrenica-Popovo Polje ausgewiesen. 2024 wurde die Höhle in die Liste des UNESCO-Welterbes unter dem Kriterium (x) (Biodiversität) aufgenommen, nachdem die IUCN die ursprüngliche Nominierung unter dem Kriterium (vii) (Naturphänomene) abgelehnt hatte.

## Tourismus
Die Vjetrenica-Höhle ist für Besucher zugänglich und es werden Führungen angeboten.